# Хонгза-Вьетнам
Хонгза-Вьетнам (вьет. Hồng gia Việt Nam, тьы-ном 洪家拳); ранее — Хонгза Куен (Hồng gia quyền) — боевое искусство.
Стиль появился в даосском монастыре на горе Лофу (кит. трад. 羅浮山, упр. 罗浮山, пиньинь Luófúshān, палл. лофушань), провинция Гуандун, Китай. Полное название школы — Ной Конг Лафушон Хонгза Куэн (вьет. Nội Công La Phù Sơn Hồng Gia Việt Nam). Название можно интерпретировать как «Внутренняя энергия кулака семьи Хонг с горы Лофу».

## История школы
История школы Хонгза берёт начало в XVII веке. Основателем и первым патриархом школы был Тхай Тхыонг Ла Вуан (Thai Thuong Lao Vuan) — «Великий старый мастер», монах даосского монастыря на горе Лофу. Вторым патриархом являлся Тхай Ат (Thai At). Имя третьего патриарха не известно. Четвёртым патриархом был Ли Ван Тан (Ly Van Tan) — учитель Нгуен Мань Дыка и Ли Хонг Тая. Пятым патриархом школы Hong-Gia со дня основания и первым патриархом во Вьетнаме является Нгуен Мань Дык (Nguyễn Mạnh Đức), известный также под именем Нам Хай Тян Нян (Nam Hải Chân Nhân) — «честный мастер». Нгуен Мань Дык родился в 1902 г. во Вьетнаме и умер в 1990 г. в Париже. Ранние годы провел в монастыре на горе Ла Фу. Шестым патриархом школы является сын Нгуен Мань Дыка — Нгуен Минь Тянь (Nguyễn Minh Chánh), более известный под псевдонимом Ли Хонг Тхай (Lý Hồng Thái), родился в 1952 г. во Вьетнаме, в настоящий момент проживает в США. Ребёнком был отвезен отцом в монастырь, где провел несколько лет.
В годы культурной революции монастырь был закрыт и на его территории была размещена воинская часть. Все монахи вынуждены были покинуть монастырь. Вместе с ними монастырь покинули и Нгуен Мань Дык и Ли Хонг Тай. Своё обучение у Ли Ван Тана Ли Хонг Тхай продолжил в Камбодже.
До середины XX века школа носила название Лафушон Хонгзакуен (вьет. La Phù Sơn Hồng Gia Quyền, тьы-ном 羅浮山 紅家拳). Согласно пожеланию Нгуен Мань Дыка, школа сменила название, и в настоящий момент называется Хонгза-Вьетнам (Hồng Gia Việt Nam). После этого старая атрибутика школы была изменена: в символике отказались от китайских иероглифов, была разработана новая эмблема школы.
Хонгза-Вьетнам — это «внутренняя» школа кунг-фу, уходящая своими корнями в даосскую йогу. В отличие от жестких (внешних) стилей единоборств, в школе Хонг-Зя человек не закрепощается, а, наоборот, учится максимально использовать естественные и свободные движения своего тела. Техника школы позволяет побеждать противника не массой и мышечной силой, а плавностью и быстротой движений в сочетании с точностью ударов.

## Основные элементы школы Хонгза-Вьетнам
В школе Хонгза-Вьетнам изучается:
- Дон Нойконг (Nội Công) или нэйгун (кит. 内功) — система упражнений, формирующих мышцы и сухожилия, способствует открытию энергетических меридианов человека, имеет боевое и лечебное применение. Нойконг является основным разделом в технике Хонгза.
- Вокыкконг (Vô Cực Công) или «у цзи гун» (кит. 無極功) — считается[кем?], что эта прямая адаптация упражнений, которые практиковали даосские монахи, уходит корнями в даосскую йогу. «Вокык» (кит. 無極, 无极, wújí, У Цзи) переводится как «беспредельное» или «Отсутствие предела». Таким образом, вокыкконг — это практика, приводящая к пониманию внутренней сущности природы и человека.
- Кхиконг (Khí Công) или цигун (кит. 氣功) — составная часть вокыкконга, система упражнений, призванных научить человека генерировать и управлять внутренней энергией ци; имеет боевой и оздоровительный эффект. Кроме того, существуют специальные лечебные упражнения из раздела кхиконг, помогающие справиться с рядом недугов.

## Стили
С 1990 года в СССР, а теперь в СНГ «Нойконг Хонгза Куен» развивает Глава школы Лам Тхань Кхань.
NGA MI — Нгами (красивая бровь) — направление кунг-фу, созданное специально для женщин с учётом особенностей физического строения их тела и энергетики, «женская» школа кунг-фу.
Пять основных стилей зверей:
1. тигр — Хо (Ho);
2. журавль — Хак (Hac);
3. змея — Са (Xa);
4. леопард — Бао (Bao);
5. дракон — Лонг (Long).

Работа с оружием: с мечом, шестом, копьём, алебардой и др.
Деятельность школы координируется Мировым центром Хонгза.
В настоящий момент школа представлена рядом инструкторов, работающих в различных городах и странах.
Список официально зарегистрированных групп можно найти на странице Мирового центра.